# Я, Пикассо
«Я, Пика́ссо» (исп. Yo, Picasso) — автопортрет испанского и французского художника Пабло Пикассо, созданный в 1901 году. Выполнен маслом на холсте. Размер — 73,5 × 60,5 см. Находится в частной коллекции.

## История и описание
Летом 1901 года девятнадцатилетний Пикассо прибыл в Париж, чтобы открыть совместную с Франсиско Итуррино выставку в престижной галерее Амбруаза Воллара на улице Лаффит. Готовясь к выставке, он написал 75 картин, надеясь утвердиться в мире современного искусства. Здесь же Пикассо представил свой автопортрет «Я, Пикассо». Это первый из трёх автопортретов 1901 года, знаменующий собой появление в искусстве его собственной творческой личности.
Следуя композиционным традициям классической школы, художник изобразил себя сидящим перед мольбертом в свете свечи. Его белая просторная рубашка и оранжевый шарф эффектно контрастируют с ярким сине-зелёным фоном. Пронизывающий драматичный взгляд художника обращён к зрителю. Он смотрит с решительным видом уверенного в себе мастера, пожелавшего, чтобы мир узнал его под именем Пикассо. Это было время поиска художником новых направлений в живописи. Новации, используемые в портрете, направили его к психологической углублённости, к периоду, когда в его работах стали преобладать холодные голубые тона.

## Провенанс
В ноябре 1912 года Гуго фон Гофмансталь приобрел картину «Я, Пикассо» в галерее Генриха Таннхаузера в Мюнхене. Картина досталась по наследству дочери Хофмансталя Кристиане, которая переехала в Нью-Йорк в 1939 году вместе со своим мужем, индологом Генрихом Циммером. Картина оставалась во владении семьи, пока ее не продал их сын Михаэль Циммер.
Флетчер Джонс приобрел картину на аукционе Кристис в Лондоне за 147 000 фунтов стерлингов в 1970 году. В декабре 1975 года его наследники продали ее на аукционе Кристис «анонимному французскому покупателю» за 283 500 фунтов стерлингов.
В 1981 году американский коллекционер и меценат Уэнделл Черри купил картину «Я, Пикассо» на аукционе Сотбис за 5 800 000 долларов. В мае 1989 года он выставил её повторно на аукцион, где она была продана за 47 900 000 долларов греческому магнату и коллекционеру Ставросу Ниархосу.